# Nippur
Nippur (sumer 𒌷𒂗𒇸 URUEN.LIL, Nibru, akkád: Nibbur) város volt az ókori Mezopotámia – a mai Irak – területén. Istene, Enlil – és temploma, az Ékur – különleges szerepet játszott Mezopotámia déli részén, kultusza a többi isten fölé emelkedett. Nippur talán sohasem volt hatalmi központ, de Dél-Mezopotámia szellemi központjának számított a sumerektől az Újbabiloni Birodalom koráig. Az i. e. 3. évezred elején még nem voltak katonai konfliktusok a sumer városok közt, a városok szövetségében a nippuri Enlil, és az Ékur papsága szakrális tekintélyt élvezett, a hagyomány szerint a Sumer feletti hegemóniát gyakorló uralkodót is Nippurban választották meg.

## Története
Az i. e. 4. évezredben, az Ubaid-kortól virágzó központ volt. Nippur birtoklása mellett Kis város – mint jelképes politikai központ – birtoklása és királyi címe jelentette egy uralkodó számára az egész Dél-Mezopotámia feletti uralmat. Az asszírok a várost olyan fontosnak tartották, hogy más városoktól eltérően – mint pl. Babilon – kormányzását nem hagyták hűbéres fejedelemre (enszi vagy sarru), hanem asszír helyőrség élén asszír kormányzó irányította. Az 1. században felújították Innin templomát, egészen a 8. századig lakták. A város 5000 éves története egy a környezetéből 20 méterre kiemelkedő dombrendszert (tell) hozott létre.

## Kulturális élete
Fontos írnokiskola működött a területén, a sumer irodalomról szóló ismereteink legnagyobb része nippuri leletekből származik. 
A város legfontosabb szentélykörzete az Ékur volt, Enlil – a három legfontosabb sumer isten egyike – templomegyüttese, a sumer vallási kultuszközösség központja. A Tummal Ninlil istennő szentélykörzete volt, és Inanna (Innin) – azaz Istár – is rendelkezett itt templommal.

## Régészeti feltárások
Itt először pennsylvaniai és chicagói expedíciók 1889-1890 között végeztek ásatásokat. Ezután Hermann Hilprecht mintegy 30 000 agyagtáblát tárt fel, amelyek történeti, jogi, igazgatási és irodalmi szövegeket tartalmaztak. 1948-tól Donald McCown folytatott ásatásokat.